# Índio do Brasil Artiaga Lima
Índio do Brasil Artiaga Lima (Goiânia, 11 de julho de 1936) é um político brasileiro. Filho dos políticos Getulino Artiaga - que dá nome ao plenário da Assembleia Legislativa do Estado de Goiás - e Berenice Teixeira Artiaga (primeira mulher a exercer o cargo de deputada estadual por Goiás), Índio Artiaga exerceu o cargo de prefeito de Goiânia entre 30 de junho de 1979 e 14 de maio de 1982. Na época, ele foi nomeado pelo então governador de Goiás, Ary Valadão. Atualmente é titular do Cartório Índio Artiaga 4° Tabelionato de Notas. E em 2003, ocupou o posto de presidente do Colégio Notarial do Brasil.